# Fred House
Frederick Deshune "Fred" House (ur. 4 stycznia 1978 w Killeen) – amerykański koszykarz występujący na pozycjach rzucającego obrońcy oraz niskiego skrzydłowego.

## Osiągnięcia
Na podstawie, o ile nie zaznaczono inaczej.
College
- MVP turnieju Summit League (2001)
- Zaliczony do składu I składu MMC (2000, 2001)
- Lider konferencji Mid-Continent w:
  - liczbie punktów (553 – 2001)
  - liczbie celnych rzutów z gry (193 – 2001)
  - przechwytach (2000, 2001)

Drużynowe
- Mistrz:
  - Eurocup (2005)
  - Ligi Bałtyckiej (2006)
  - Ligi YUBA (Jugosławia, Serbia, Czarnogóra – 2003, 2004)
  - Litwy (2006)
  - Ukrainy (2010)
- Wicemistrz:
  - Ligi bałtyckiej (2005)
  - D-League (2002)
  - Litwy (2005)
  - Kosowa (2014)
- Zdobywca Superpucharu Hiszpanii (2006)
- 3. miejsce w Pucharze Hiszpanii (2007)
- 4. miejsce w Eurolidze (2007)

Indywidualne
- MVP:
  - Final Four Ligi Bałtyckiej (2006)
  - 6. kolejki Eurocup (2004/05)
  - 10. kolejki ligi VTB (2009/10)
- Debiutant Roku D-League (2002)
- Zaliczony do:
  - I składu:
    - defensywnego:
      - USBL (2002)
      - D-League (2002)

    - debiutantów D-League (2002)

  - składu D-League Honorable Mention Team (2002)
  - II składu USBL (2002)
- Lider w przechwytach:
  - Euroligi (2003, 2004)
  - D-League (2002)
  - USBL (2002)
  - ligi VTB (2011)[5]
  - ligi ukraińskiej (2010)
  - ligi litewskiej (2,81 – 2005)[6]
- Uczestnik meczu gwiazd:
  - ligi ukraińskiej (2011)
  - Ligi Bałtyckiej (2006)